# 1CC1 3700
Les 1CC1 3700 sont une série de dix anciennes locomotives électriques livrées au PLM en 1929 sous l'immatriculation 161 CE 1 à 10 et circulant sur la ligne de la Maurienne. Elles sont intégrées aux inventaires SNCF à sa création.
Contrairement aux autres locomotives marchandises de la Maurienne, 161 BE et 161 DE, ces machines sont mono-caisse. La série, très robuste, reste en service jusqu'en 1973, certaines unités étant même temporairement affectées, après le Seconde Guerre mondiale, à la région Sud-Ouest de la SNCF sur la ligne de Brive à Montauban nouvellement électrifiée.

## Genèse de la série
En 1920, la Compagnie des chemins de fer de Paris à Lyon et à la Méditerranée envisage l'électrification de la ligne de la Côte d'Azur en courant continu à la tension de 1,5 kV. La compagnie décide l'année suivante de réaliser au préalable un essai sur la ligne de Culoz à Modane (ligne de la Maurienne). Sa longueur raisonnable, son trafic moyen, la proximité de sources d'énergie hydroélectrique et ses fortes rampes constituent un champ d'expérimentation idéal pour la définition du matériel de traction.
Le PLM commande pour cela quatre prototypes et une courte série de locomotives de vitesse pour les trains rapides de voyageurs. Pour la traction des trains de marchandises en priorité et des rames de voyageurs omnibus en appui, le PLM commande auprès de trois constructeurs trois modèles différents de locomotives, à raison d'un exemplaire de pré-série et de neuf exemplaires de série pour chacun d'entre eux, dont la série des 161 CE. Ces trois dernières séries présentent une disposition d'essieux identique : six essieux moteurs encadrés par deux bissels porteurs. Cette configuration est imposée par le PLM en raison de l'usage auquel les locomotives sont destinées (fortes charges dans des rampes prononcées demandant une forte adhérence, vitesse modérée ne nécessitant pas de bogies directeurs).
Toutes les locomotives commandées pour assurer la traction électrique de la ligne de la Maurienne reçoivent le surnom de « Dinosaures du PLM ».

## Description
Dix unités constituent cette petite série de locomotives « monocaisse » prioritairement affectées à la traction des trains de marchandises sur la ligne de la Maurienne et livrées au PLM par la SACM et les CEF en 1929.

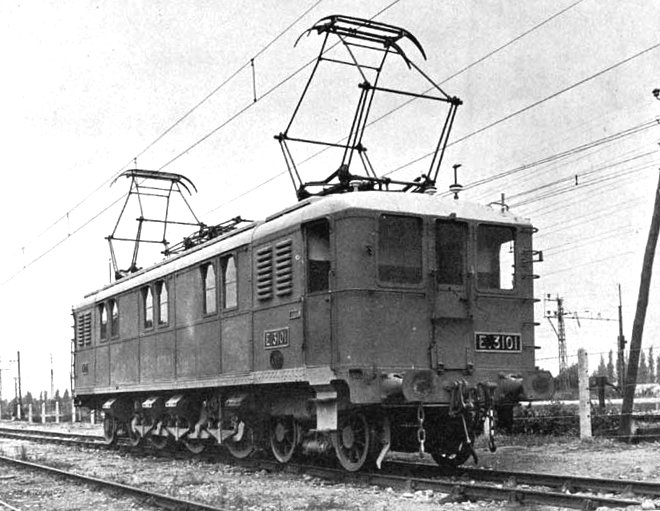
E 3100 Midi, future 2C2 3100 SNCF.

L'architecture de la locomotive fait appel à deux trucks reposant chacun sur trois roues motrices et un bissel porteur. Ces deux trucks sont articulés entre eux de manière à autoriser un débattement horizontal et vertical. La caisse unique, contrairement aux deux autres séries de locomotives marchandises de la ligne de la Maurienne, repose sur les trucks. L'accès aux cabines de conduite se fait par une porte unique percée dans chaque face frontale et donnant sur une plateforme aménagée à chaque extrémité de la locomotive, les faces frontales faisant l'objet d'une certaine recherche esthétique avec des angles arrondis s'inspirant de la ligne des locomotives de la Compagnie des chemins de fer du Midi. À l'intérieur de la locomotive, un couloir médian, de part et d'autre duquel sont disposés les équipements électriques, assure la liaison entre les deux cabines.
Les locomotives peuvent être alimentées en courant électrique par la caténaire par l'intermédiaire de deux pantographes en toiture ou par un troisième rail latéral, spécificité de la ligne, grâce à des frotteurs installés aux quatre angles de la locomotive, au droit des bissels porteurs,. Les six moteurs, un pour chaque essieu, fonctionnant à la tension maximale de 750 V, peuvent être alimentés en série, en série-parallèle (deux parallèles de trois moteurs en série) ou en parallèle-série (trois parallèles de deux moteurs en série). Les équipements électriques sont dérivés de ceux utilisés sur les BB 4100 et BB 4600 du Midi, leur fournisseur étant identique.
Outre le frein pneumatique à sabot, les locomotives sont équipées du freinage par récupération, jugé indispensable sur les lignes à forte déclivité.

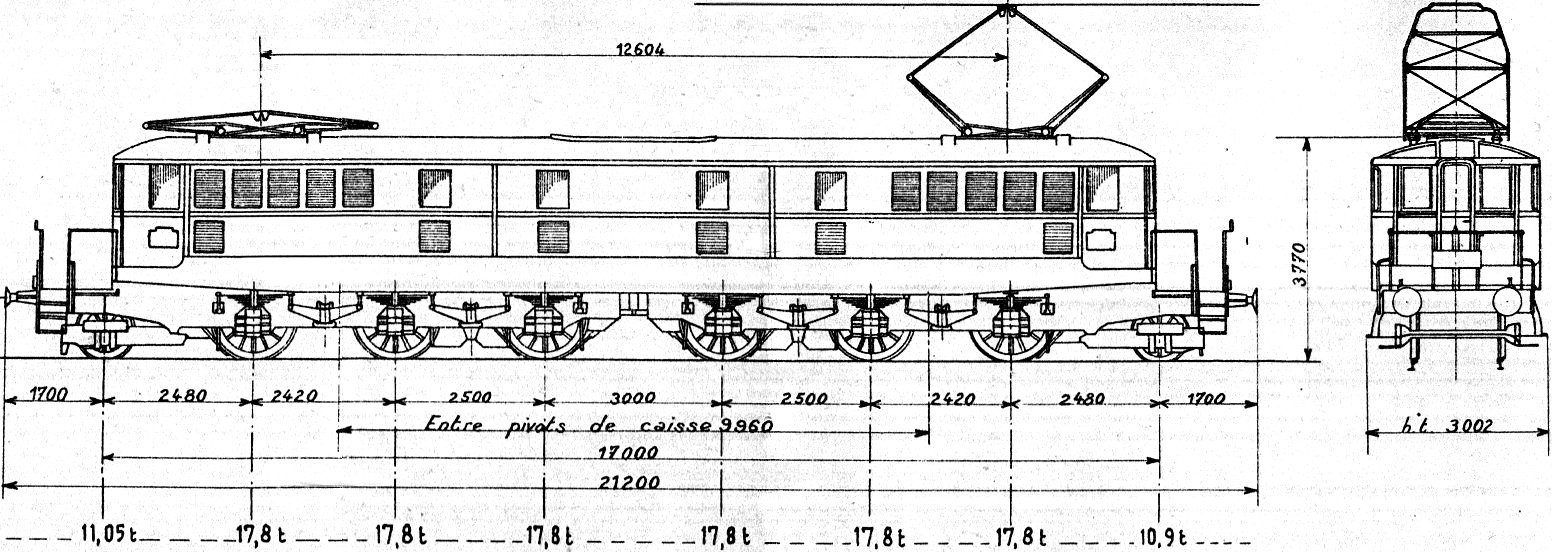
Plan de la 1CC1 3700.

Les locomotives ont une masse totale en service de 127,3 t pour une masse adhérente (masse supportée par les essieux moteurs) de 106,4 t. Elles mesurent 21,200 m de long hors tampons. Leur puissance continue s'élève à 1 250 kW et leur puissance unihoraire (puissance maximum pouvant être délivrée sans inconvénient pendant une courte période) à 1 692 kW. Leur vitesse maximale est fixée à 80 km/h, comme celle des autres locomotives marchandises.
Au cours de leur carrière, les locomotives ont arboré plusieurs livrées successives : vert PLM, vert extérieur, vert celtique puis vert bleuté pour certaines.

## Carrière
Les locomotives sont rattachées au dépôt de Chambéry et, avec les autres séries de locomotives électriques, elles assurent, à partir 5 mai 1930, la traction de la totalité des trains sur la ligne de la Maurienne.
Ces engins fiables circulent sans problème particulier sur la ligne. Avec une locomotive en tête du train et une autre en queue, elles prennent en charge entre Saint-Jean-de-Maurienne et Modane (sens de la montée) des convois de 500 t là où les déclivités sont les plus importantes. Elles assurent aussi des renforts de traction pour certains trains de voyageurs. De 1943 à 1945, quatre locomotives sont temporairement détachées au dépôt de Limoges pour appuyer le parc de la Compagnie du chemin de fer de Paris à Orléans après l'électrification de la ligne de Brive à Montauban. La première locomotive radiée est la tête de série 1CC1 3701, dès le 6 septembre 1967 ; la 1CC1 3705, qui reste le plus longtemps en service, ne disparaît que le 10 mai 1972, le relais ayant été progressivement pris par les couplages de BB 1-80 puis à partir de 1970 par les CC 6500 « Maurienne », ultime série spécifiquement étudiée pour cette ligne et son mode particulier d'alimentation électrique, même si le retard dans la livraison de ces locomotives a accordé un « sursis » aux 1CC1 3700.
Aucune de ces locomotives n'est préservée : toutes sont déconstruites sur le chantier de démolition de Culoz.

## Modélisme
Les 1CC1 3700 ont fait l'objet de reproductions à l'échelle HO par l'artisan Locoset Loisir (Artmetal-LSL) sous forme de kit en laiton à monter.